# Бервин (Илиноис)
Бервин (енгл. Berwyn) град је у америчкој савезној држави Илиноис. По попису становништва из 2010. у њему је живело 56.657 становника.

## Демографија
Према попису становништва из 2010. у граду је живело 56.657 становника, што је 2.641 (4,9%) становника више него 2000. године.
| Група             | 2000.          | 2010.          |
| Белци             | 30.476 (56,4%) | 17.592 (31,1%) |
| Афроамериканци    | 702 (1,3%)     | 3.627 (6,4%)   |
| Азијати           | 1.400 (2,6%)   | 1.425 (2,5%)   |
| Хиспаноамериканци | 20.543 (38,0%) | 33.676 (59,4%) |
| Укупно            | 54.016         | 56.657         |